# Ludwig-Schuster-Quartett
Das Ludwig-Schuster-Quartett war ein in den 1950er und 1960er Jahren aktives Streichquartett aus Halle (Saale). Namensgeber war der Primarius Ludwig Schuster (Konzertmeister am Landestheater Halle).

## Mitglieder
Mitglieder des Ensembles waren Ludwig Schuster (1. Violine), Adam Busch bzw. Georg Hanstedt (2. Violine), Walter Ziegler (Viola) und Otto Kleist (Violoncello).

## Geschichte
Nach Konstanze Musketa „spielte [es] auf dem Gebiet der neuen Musik eine Vorreiterrolle“. So brachte es mehrere Werke zur Uraufführung u. a. das Streichquartett Nr. 8 „Die Nachgeburt“ von Max Butting (1958), das Streichquartett Nr. 1 von Gerhard Wohlgemuth (1960), das 2. Streichquartett „Vita et mors“ von Jón Leifs (1960), das Streichquartett Nr. 2 von Leo Spies (1964) und das Streichquartett E-dur von Hans Stieber (1965).
In Halle (Saale) trat es regelmäßig im Rahmen der Händel-Festspiele und der Musiktage auf. 1956 spielte es beim vom Verband Deutscher Komponisten und Musikwissenschaftler der DDR und von der Vereinigung der Landesverbände deutscher Tonkünstler und Musiklehrer der BRD veranstalteten 2. Gesamtdeutschen Musikfest im fränkischen Coburg. Im Jahr 1957 gastierte es bei den Berliner Festtagen.

## Auszeichnung
1963 wurde das Streichquartett mit dem Händelpreis des Bezirkes Halle ausgezeichnet.

## Diskographie
- Leo Spies: Streichquartett Nr. 2 (Eterna 1966)
- Max Butting: Streichquartett Nr. 8 (Eterna 1968)